# Charles Hines
Charles Hines (né le 14 février 1892 à Oakland (comté de Susquehanna, Pennsylvanie) et mort le 16 juillet 1936) à Los Angeles est un réalisateur américain. Il est le frère de Johnny Hines.

## Filmographie partielle
- 1917 : The Argyle Case
- 1924 : Conductor 1492
- 1925 : La Glissade infernale (The Live Wire)
- 1926 : Stepping Along
- 1926 : Rainbow Riley
- 1926 : Le Chapeau fétiche (The Brown Derby)
- 1927 : All Aboard
- 1928 : Chinatown Charlie